# Leigh Hunt Glacier
Leigh Hunt Glacier är en glaciär i Antarktis. Den ligger i Östantarktis. Nya Zeeland gör anspråk på området. Leigh Hunt Glacier ligger 2 652 meter över havet.
Terrängen runt Leigh Hunt Glacier är bergig, och sluttar norrut. Trakten är obefolkad. Det finns inga samhällen i närheten.